# 경과조치청구권
경과조치청구권은 행정계획이 변경·폐지되는 경우, 이로 인하여 계획에 따른 처분을 한 자가 입게 되는 재산상의 손실을 전보할 일정한 적응조치를 요구하는 행정법상의 권리를 말한다.

## 인정 여부
법적 근거가 없는 한 일반적인 형태로 인정되지 아니한다고 보아야 할 것이다.